# Драго Капелан
Драго Капелан (Рашновац, код Петровца, 2. јул 1920 — Рашновац, код Петровца, 21. јануар 2022) био је учесник Народноослободилачке борбе и српски стогодишњак.

## Биографија
Драго Капелан „Ђелдум” је рођен 2. јула 1920. године у Рашновцу, код Петровца, од оца Уроша. Одрастао је у Рашновцу. Потиче из земљорадничке породице. Прије Другог свјетског рата био је земљорадник.
У Народноослободилачку борбу се укључио 1942. године. Био је припадник Седме крајишке бригаде. Учесник је Битке на Сутјесци. Био је један од посљедњих живих бораца учесника ове битке.
Био је ожењен и имао је дјецу, унучад и праунучад. Умро је 21. јануара 2022. године у својој породичној кући у Рашновцу, у 102. години живота. Био је међу најстаријим Србима.